# 김석훈 (1972년)
김석훈(金錫勳, 1972년 4월 15일 ~ )은 대한민국의 배우이다.
1996년 중앙대 연극학과 졸업 후 국립극단에 응시해 20대1 경쟁률에서 발탁되어, 국립극단 단원으로 활동을 시작하였고 1991년~1994년 SBS 드라마 《목소리를 낮춰요》에 1993년에 8개월 반 동안 조연으로 출연했고, 1998년 SBS 드라마 《홍길동》으로 드라마에 주연 데뷔하였다. 드라마 《홍길동》 출연은 국립극단 단원으로 활동하던 중에 《홍길동》담당 정세호PD의 제안으로 이루어졌다. 캐릭터 싱크로 100%의 연기였던 《홍길동》, 인기 트랜디드라마 《토마토》에서의 성숙한 연기로 배우로서의 입지를 다졌다. 드라마 데뷔 후에도 국립극단 활동도 계속 이어나가고 싶어했지만, 국립극단 출퇴근문제와 일정조율의 어려움 때문에 3년간 하던 국립극단 활동을 접게 되었다. 국립극단 활동 후에도 연극공연은 이어가고 타 영역인 클래식 프로 DJ 및 내레이션 활동도 하고 있다.

## 연기력

### 총평
국립극단에서 연극으로 기본부터 내공을 차근차근 다진 후 드라마와 영화로 진출했던 터라, 감정선이 신인때부터 지극히 세밀하고 안정적이라는 평가를 받았다. 작품에서 감정연기와 표정연기를 할 때 꼼꼼하고 섬세하게 표현하는 유형이다. 이지적인 외모와 정확한 발음과 발성, 성우같은 목소리, 안정적인 연기력으로 폭 넓은 호평과 호응을 꾸준히 받고 있다. 깔끔하고 지성미있는 외형이지만 이미지에 얽매이지 않고 반경 넓은 연기의 폭을 보여주고 있다. 빠르고 감각적인 트랜디드라마 《토마토》차승준 역에서부터, 정통사극 《징비록》 이순신 역에서 진중하게 무게감을 발현하는 연기까지 배역을 체화하는데 강하다. 《징비록》 에서는 이순신역으로 카리스마와 차분함을 세심히 조화시키며 큰 호평을 받았다. 때로는 냉철하고 유능한 부유층2세로 《루비반지》배경민 역, 《반짝반짝 빛나는》송승준 역, 반대로 자기중심적이고 허세부리는 소시민 《엄마》김영재 역, 또는 카리스마와 위엄이 넘치는 영웅 《징비록》이순신 역을 여러 다양한 연기를 넘나들며 신뢰감을 주고 있다. 연기뿐만이 아니라 다른 영역에서도 철저히 준비하고 작업하는데, 클래식프로 《아름다운 당신에게》진행때 다방면탐구와 현장탐사로 충실한 진행을 보여주었다.

## 학력
- 복자유치원
- 서울삼광초등학교 졸업
- 용산중학교 졸업
- 용산고등학교 졸업
- 서울예술전문대학 연극과 중퇴
- 중앙대학교 연극학과 졸업
- 중앙대학교 예술대학원 예술학 석사

## 출연작

### 영화
- 《북경반점》 (1999년) - 양한국 역 / 주연
- 《단적비연수》 (2000년) - 단 역 / 주연
- 《튜브》 (2003년) - 장도준 역 / 주연
- 《귀여워》 (2004년) - 후까시 역 / 주연
- 《마강호텔》 (2007년) - 이대행 역 / 주연
- 《1724 기방난동사건》 (2008년) - 만득 역 / 주연
- 《비정한 도시》 (2012년) - 대우 역 / 주연
- 《결백》 (2020년) - 임춘우 역 (특별출연)

### 드라마
- 1993년 : SBS 드라마 《목소리를 낮춰요》 - 홍기훈 역 / 조연 (데뷔 전) , 106부작
- 1998년 : SBS 드라마스페셜 《미스터Q》 - 강철 역 / 주연, 18부작
- 1998년 : SBS 드라마스페셜 《홍길동》 - 홍길동 역 / 주연, 16부작
- 1998년~1999년 : SBS 주말극장 《흐린 날에 쓴 편지》 - 영두 역 / 주연, 30부작
- 1999년 : SBS 드라마스페셜 《청춘의 덫》 - 강동철 역 / 조연, 24부작
- 1999년 : SBS 드라마스페셜 《토마토》 - 차승준 역 / 주연, 16부작
- 2000년 : SBS 창사10주년 특별기획드라마 《경찰특공대》 - 이동하 순경 역 / 주연, 16부작
- 2001년 : SBS 단막극 《남과 여 - 가위손》 - 기석 역, 15회
- 2001년 : SBS 청춘시트콤 《딱좋아!》, 74부작
- 2002년 : SBS 드라마스페셜 《정》 - 철수 역 / 주연, 24부작
- 2004년 : SBS 주말특별기획 《폭풍 속으로》 - 김현준 역 / 주연, 20부작

- 2004년~2005년 : MBC 주말연속극 《한강수타령》 - 이준호 역 / 주연, 51부작
- 2005년 : MBC 월화미니시리즈 《비밀남녀》 - 김준우 역 / 주연, 20부작
- 2006년 : MBC 특별기획 주말드라마 《불꽃놀이》 - 나인창 역 (특별출연), 17부작
- 2007년 : KBS2 주말연속극 《행복한 여자》 - 김태섭 역 / 주연, 58부작
- 2009년 : KBS2 대하드라마 《천추태후》 - 김치양 역 / 주연, 78부작
- 2011년 : MBC 주말연속극 《반짝반짝 빛나는》 - 송승준 역 / 주연, 54부작
- 2013년~2014년 : KBS2 일일드라마 《루비 반지》 - 배경민 역 / 주연, 93부작
- 2015년 : KBS1 광복70주년 특별기획 대하드라마 《징비록》 - 이순신 역 / 조연, 50부작
- 2015년~2016년 : MBC 주말연속극 《엄마》 - 김영재 역 / 주연, 50부작
- 2026년 : KBS2 토일드라마《은애하는 도적님아》

### 공연
- 연극 《꽃그네》 (1998년)
- 발레 《해적》 (1998년)
- 연극 《십이야》 (1998년)
- 연극 《거북선아 돌아라》 (1998년)
- 연극 《아큐정전》 (1999년)
- 연극 《무의도기행》 (1999년)
- 연극 《아베고보의 친구들》 (1999년)
- 연극 《햄릿》 (2001년)
- 뮤지컬 《왕과 나》 (2003년)
- 연극 《아트》 (2006년)
- 연극 《사랑과 우연의 장난》(2007년)
- 연극 《밤으로의 긴 여로》 (2009년)
- 연극 《위대한 유산》 (2014년)
- 뮤지컬 《브로드웨이 42번가》 (2017년)
- 뮤지컬 《브로드웨이 42번가》 (2018년)[16][17]
- 뮤지컬 《애니》 (2019년)

### 뮤직비디오
- 김범수 : 약속 (1999년)
- 조성모 : 가시나무 (2000년)
- 이수영 : 그리고 사랑해 (2001년)
- F & F : 발버둥 (2006년)
- KCM : 3년이 지났어 (2010년)

### 내레이션
- 《순정만화》 (2005년, TU DMB)
- 《슈퍼피쉬》 (2012년, KBS1)
- 《그리운 날의 기억 '흩어진 나날들'》 - 성악가 조수미 앨범 해설 (2015년, 08월)[18]
- 《굿바이!알리》 (2016년, SBS)
- 《멘델스존 '한여름 밤의 꿈' -경기필하모닉 오케스트라》공연 연극대사 해설 (2016년, 10월)
- 《소년,경계를 넘다》 (2018년, SBS)
- 《셰익스피어 명작 극화 오디오북- 햄릿 등 4대비극》 (2018년)
- 《커뮤니케이션북스, 오디오북 ‘100인의 배우, 세계 문학을 읽다 1/2’-김석훈이 읽는 헤르만 헤세의 청춘은 아름다워라》 (2019년)
- 《다큐On 128회 : K-사이언스 40년, 과학 꽃이 피었습니다》 (2022년) - 프리젠터, 내레이션
- 《다큐On 212회 : 탄소중립으로 가는 길》 (2023년) - 내레이션

### 광고
- 1999년 대현패션 도니라이크
- 1999년 옥시레킷벤키저 스킨밸런스
- 1999년 농심켈로그 뉴트리 그레인바 (with 황인영)
- 1999년 KT 초고속 프로젝트 21
- 1999년 현대자동차 베르나 센스 (with 김희선)
- 1999년 한화투자증권
- 1999년 한국통신 프리텔 PCS 016
- 1999년 롯데하이마트
- 1999년 스포츠서울 - 부부싸움 편 (with 명세빈)
- 2000년 한국통신 기업PR (with 이영진)
- 2000년 KT ADSL
- 2000년 LG생활건강 보닌 모노다임
- 2000년 대웅제약 베아제 (with 김규리, 유지인, 박인환, 윤문식)
- 2002년 LF 타운젠트
- 2002년 메리츠화재해상보험(현) 동양화재(구)
- 2003년, 2006년 금강제화상품권 (with 유인촌, 김남주, 노주현, 한혜진)
- 2004년 서울우유
- 2004년 LG유플러스 가족사랑 할인요금제 (with 김승우)
- 2006년 금강제화 리갈
- 2009년 아리수
- 2011년 윈디클럽
- 2012년 라이나생명
- 2018년 ~ 2022년 동국제약 치센 (with 정애연, 허지웅, 송은이, 강남)

## 기타 활동

### ALBUM
| 앨범명                                       | online     | offline    |
| -------------------------------------------- | ---------- | ---------- |
| 김석훈의 CLASSIC TOUR (classic compilration) | 2014.03.07 | 2014.03.11 |

### 방송 진행
- 2010년 9월 17일 ~ 현재: SBS 《궁금한 이야기 Y》 - 스토리텔러
- 2011년 11월 7일 ~ 2015년 8월 14일: CBS 음악FM 《김석훈의 아름다운 당신에게》 - DJ
- 2018년 5월 27일 ~ 2018년 7월 22일: OBS 《명불허전》 - MC
- 2020년 3월 23일 ~ 2021년 12월 18일: CBS 표준FM 《그대 창가에 김석훈입니다》 - DJ
- 2024년 9월 17일 ~ 2024년 12월 5일: LG헬로비전, 더라이프, CCS 충북방송, OBS경인TV 김석훈의 어!여기봐라 1기 - MC, 내레이션
- 2025년 4월 17일 ~ EDGE TV, YTN2, NBS한국농업방송, CNTV, 더라이프 김석훈의 어!여기봐라 2기 - MC, 내레이션

### 공연 진행
- 2013.08.15 제68주년 광복절 기념음악회
- 2015.03.19 ~  2021.12.16 성남 마티네 콘서트 (클래식 공연- 월1회)[20][21]
- 2016.05.14 국악이야기콘서트-'세종음악기행'
- 2016.12.31 국립아시아문화전당-'제야음악회'
- 2017.02.07 G-365 평창동계올림픽 성공기원 음악회
- 2017.03.28 현대 클래식콘서트-'클래식에 물들다.오후의 초대'
- 2017.11.09 세종문화회관 M씨어터-'콜라보 M.김태형의 이베리아'
- 2017.12.31 국립극장 제야음악회
- 2018.01.10 현대 신년클래식공연
- 2018.04.28 갤러리아 센터시티 콘서트-'김석훈과 함께하는 세계음악기행 시리즈';콰르텟H와 러시아
- 2018.05.26 갤러리아 센터시티 콘서트-'김석훈과 함께하는 세계음악기행 시리즈2';클래프 콰르텟과 김석훈의 해설로 만나보는 시간
- 2018.06.23 갤러리아 센터시티 콘서트-'김석훈과 함께하는 세계음악기행 시리즈3';이소란X김진욱의 프랑스
- 2018.08.25 갤러리아 센터시티 콘서트-'김석훈과 함께하는 세계음악기행 시리즈4';카운터테너 이희상과 영국
- 2018.10.10 구리 렉쳐콘서트 2탄 - 김석훈
- 2018.10.29 CBS콘서트-'김석훈과 함께하는 해설이 있는 음악회'
- 2019.12.31 대구오페라하우스 제야음악회:'아듀!2019 D-OPERA with 김석훈'
- 2023.08.26 피크닉 인 나루(행사)
- 2023.08.29 <한여름 밤의 영화와 클래식 with 김석훈>
- 2024.03.06 'Details For Tomorrow with U, 지구의 내일을 위한 내:일'(세미나)
- 2024.05.17 춘천시립공연단 특별공연 퇴근길 콘서트
- 2024.05.22 서울 한강 세빛섬‘헤럴드 에코포럼(H.eco Forum) 2024’
- 2024.06.01~ 06.02 부산「2024 클래식 파크콘서트」
- 2024.06.05 ~ 06.30 21회 서울국제환경영화제 에코프렌즈
- 2024.07.15 나주 환경교육 역량 강화 연수 강사
- 2024.10.19 그린(Green) 환경 토크 콘서트
- 2024.11.02 2024 기후행동실천 캠페인 '지구를 구하는 힘, 지.구.력力 공감 토크 콘서트
- 2024.11.12 2024 SBS D포럼 (feat.정수종)
- 2024.12.11 기후테크 솔루션데이 2025 행사 '기후위기 대응과 우리 삶의 자세'를 주제로 기조강연
- 2024.12.19 'Do The G(Green Gangnam)' 특강 (서울 강남구 경기여자고등학교)
- 2025.02.18 강남세브란스병원 중강당 한국의 호킹들, 축하합니다' 행사
- 2025.04.09 제 165회 수원새빛포럼 환경문제는 소비의 문제이다 (수원시청 대강당)
- 2025.05.15 ~ 05.17 2025 교육 박람회 "지구가 교과서가 되다!" (양천구청일대)

### 라디오
- 2000년대 MBC 정오의 희망곡
- 2000년대 MBC 오후의 발견
- 2019년 12월 10일 SBS 파워FM 《‘김영철의파워FM'》- 영철본색
- 2020년 3월 19일 CBS 표준FM 《‘김현정의 뉴스쇼'》- 대담초대석
- 2024년 7월 4일 CBS 표준FM 《‘박재홍의 한방승부'》- 대담초대석

### 방송 게스트
- 1999년 KBS2 심혜진의 파워인터뷰
- 1999년 iTV 최화정,김원희의 3일간의 사랑
- 1999년 4월 7일 SBS 김혜수 플러스 유 - 토크쉐이크 29회 (with 명세빈)
- 1999년 9월 7일 KBS2 서세원쇼
- 1999년 10월 23일 SBS 토요 스타클럽 - 남과여 1회
- 2000년 11월 4일 KBS2 이소라의 프로포즈 201회 (with 설경구)
- 2007년 2월 1일 KBS2 해피투게더 프렌즈 92회 (with 김성은)
- 2007년 2월 14일 KBS2 상상플러스 - 올드앤뉴 88회(116회) (with 김성은)
- 2007년 2월 19일 SBS 야심만만 만명에게 물었습니다 200회 (with 김성은, 박해미, 이한위, 장동민, 장광순)
- 2008년 11월 13일 KBS2 《해피투게더 시즌3》 (with 이덕화, 김호진, 이채영)
- 2011년 10월 31일 SBS 힐링캠프, 기쁘지 아니한가 16회
- 2017년 7월 18일 SBS 본격연예한밤 29회 (with 이종혁, 전수경, 최정원)
- 2017년 8월 11일 SBS 《나이트라인》뉴스 초대석- 12시 인사이트
- 2019년 9월 13일 TV CHOSUN 식객 허영만의 백반기행 16회
- 2023년 11월 24일 JTBC 《5후의 티키타카》 - ‘나의 쓰레기 아저씨’ 배우 김석훈
- 2023년 12월 16일 MBC 놀면 뭐하니? 212회 <어떤 하루 - 김석훈>
- 2024년 1월 13일 MBC 놀면 뭐하니? 216회 <어떤 하루 - 김석훈 파트2>
- 2024년 3월 9일 MBC 놀면 뭐하니? 224회 (유재석과 전화 통화)
- 2024년 3월 16일 MBC 놀면 뭐하니? 225회 <석훈씨 네 고향>
- 2024년 4월 24일 TvN 유 퀴즈 온 더 블럭 241회 <최고 스타에서 쓰레기 아저씨>
- 2024년 4월 27일 MBC 놀면 뭐하니? 231회 <어떤 하루 - 김석훈 파트3>
- 2024년 6월 8일 MBC 놀면 뭐하니? 237회 <플리마켓>
- 2024년 6월 24일 TvN 이 말을 꼭 하고 싶었어요 2회
- 2024년 9월 7일 MBC 놀면 뭐하니? 247회 <청소 후 한 끼>
- 2024년 10월 17일 KBS1 다큐 인사이트 208회 <오리, 엄청나게 시끄럽고 믿을 수 없게 맛있는.>
- 2024년 11월 16일 MBC 놀면 뭐하니? 257회 <끝가을 나들이>
- 2024년 11월 23일 MBC 놀면 뭐하니? 258회 <눈 떠보니 겨울 준비>
- 2024년 12월 28일 MBC 놀면 뭐하니? 261회 <땡스 투 놀뭐 프렌즈>
- 2025년 1월 8일 핑계고 EP.64
- 2025년 3월 1일 MBC 놀면 뭐하니? 269회 <겨울잠 깨우는 더덕 사냥>
- 2025년 5월 3일 MBC 전지적 참견 시점 345회

### 고정 출연
- 2024년 8월 26일 ~ 2024년 9월 23일 TvN 천 개의 눈 - 고정출연 (with 김나영, 황제성, 황민구, 손수호)
- 2024년 10월 15일 ~ 2024년 11월 19일 MBC 지구를 닦는 남자들 - 고정출연 (with 권율, 임우일, 신재하, 노마드션)
- 2025년 5월 11일 ~ SBS 세 개의 시선 - 고정출연 (WIth 소슬지, 곽재식)

### 강연
- 2018.07.22 원데이 렉처클래스-《알고 보면 더 재미있는 브로드웨이42번가; 공연 배경지식》
- 2018.10.10 구리아트홀 예술아카데미 렉처 콘서트-궁금한 클래식 이야기,그 아름다운 선율에 빠지다.
- 2019.04.16 부산시립교향악단 정기연주회-‘리하르트 슈트라우스 교향시 전곡 사이클 Ⅷ-등정’;슈트라우스'알프스 교향곡'좌담회

### 칼럼
- 2014.04.04 담백하고도 깊은 그 맛, 클래식[22]
- 2014.04.11 더 이상 파란 하늘을 볼 수 없다면[23]
- 2014.04.18 리얼과 환상사이[24]
- 2014.04.25 종이컵보다 머그컵이 좋은 이유[25]

## 수상 및 후보
| 연도 | 시상식                  | 부문                           | 작품                       | 결과 | 출처   |
| ---- | ----------------------- | ------------------------------ | -------------------------- | ---- | ------ |
| 1998 | SBS 연기대상            | 남자 신인연기상                | 홍길동                     | 수상 |        |
| 1999 | 제20회 청룡영화상       | 신인남우상                     | 북경반점                   | 후보 |        |
| 1999 | SBS 연기대상            | 10대 스타상                    | 토마토                     | 수상 |        |
| 1999 | SBS 연기대상            | 남자 우수연기상                | 토마토                     | 수상 |        |
| 2000 | SBS 연기대상            | 남자 우수연기상                | 경찰특공대                 | 후보 |        |
| 2002 | SBS 연기대상            | 드라마스페셜부문 남자 연기상   | 정                         | 후보 |        |
| 2004 | MBC 연기대상            | 남자 우수연기상                | 한강수타령                 | 수상 |        |
| 2007 | KBS 연기대상            | 남자 최우수연기상              | 행복한 여자                | 후보 |        |
| 2009 | KBS 연기대상            | 장편드라마부문 남자 우수연기상 | 천추태후                   | 수상 | [ 26 ] |
| 2011 | MBC 드라마대상          | 연속극부문 남자 최우수연기상   | 반짝반짝 빛나는            | 수상 |        |
| 2013 | KBS 연기대상            | 일일극부문 남자 우수연기상     | 루비반지                   | 수상 |        |
| 2015 | 제27회 한국PD대상       | 라디오진행자부문 출연자상      | 김석훈의 아름다운 당신에게 | 수상 |        |
| 2016 | 제43회 한국방송대상     | 진행자상                       | 궁금한 이야기 Y            | 수상 |        |
| 2017 | SBS 연예대상            | 교양다큐부문 최우수 MC상       | 궁금한 이야기 Y            | 수상 |        |
| 2025 | 제30회 MBC 방송연예대상 | 핫이슈상                       | 놀면 뭐하니?               | 수상 | [ 27 ] |